# 12524 Conscience
12524 Conscience eller 1998 HG103 är en asteroid i huvudbältet som upptäcktes den 25 april 1998 av den belgiske astronomen Eric W. Elst vid La Silla-observatoriet. Den är uppkallad efter författaren Hendrik Conscience.
Asteroiden har en diameter på ungefär 3 kilometer.